# Urothemis abbotti
Urothemis abbotti là loài chuồn chuồn trong họ Libellulidae. Loài này được Laidlaw mô tả khoa học đầu tiên năm 1927.